# (9623) Karlsson
(9623) Karlsson (1993 FU28) – planetoida z pasa głównego asteroid okrążająca Słońce w ciągu 3,84 lat w średniej odległości 2,45 j.a. Odkryta 21 marca 1993 roku.